# Marc Millecamps
Marc Millecamps (Waregem, 9 de octubre de 1950) es un exfutbolista belga que jugaba de mediocampista. Tuvo una breve participación en la selección de fútbol de Bélgica.

## Vida personal
Marc es hermano del también exfutbolista internacional belga Luc Millecamps, que coincidió con él, precisamente en el KSV Waregem y en la selección belga.

## Carrera internacional
Millecamps fue internacional con la selección de fútbol de Bélgica en los años 80, disputando 6 partidos con su selección, y participando en la Eurocopa de Italia 1980 y en el Mundial de España 1982.

### Participaciones en Copas del Mundo
| Mundial                        | Sede   | Resultado    |
| ------------------------------ | ------ | ------------ |
| Copa Mundial de Fútbol de 1982 | España | Segunda Fase |

### Participaciones en Eurocopas
| Mundial       | Sede   | Resultado  |
| ------------- | ------ | ---------- |
| Eurocopa 1980 | Italia | Subcampeón |

## Clubes
| Club        | País    | Año         |
| ----------- | ------- | ----------- |
| KSV Waregem | Bélgica | 1968 - 1988 |

## Palmarés

### Títulos nacionales
| Título               | Club        | País    | Año  |
| -------------------- | ----------- | ------- | ---- |
| Copa de Bélgica      | KSV Waregem | Bélgica | 1974 |
| Supercopa de Bélgica | KSV Waregem | Bélgica | 1982 |